# Ines Trams
Ines Trams (* 4. Oktober 1967 in Hamburg) ist eine deutsche Fernsehjournalistin.

## Studium
Sie studierte von 1988 bis 1991 an der Ludwig-Maximilians-Universität in München Amerikanistik sowie neue Geschichte und Politikwissenschaften. Von 1991 bis 1992 war sie Graduate-Studentin am History Department der New York University als Stipendiatin des Deutschen Akademischen Austauschdienstes. Im Februar 1993 schloss sie an der New York University ihr Studium mit einem Master zum Thema Die Rhetorik der Präsidenten Truman, Eisenhower und Reagan im Kalten Krieg ab.

## Berufliche Ausbildung
1988 war sie Praktikantin beim Weser Kurier in Bremen, wo sie 1989 als freie Mitarbeiterin wirkte. Nach Hospitanz beim Norddeutschen Rundfunk im Landesfunkhaus Niedersachsen in Hannover absolvierte sie ein Praktikum von Dezember 1994 bis Februar 1995 bei Antenne Bayern. Im Juli und August 1995 hospitierte sie beim Fernsehen der Deutschen Welle in Berlin. Von September 1995 bis Februar 1997 wirkte sie im Redaktionsvolontariat bei der Deutschen Welle in Köln und Berlin sowie in Bonn und Brüssel für Hörfunk und Fernsehen. Von Oktober bis Dezember 1996 war sie Austauschvolontärin im Studio Washington des ZDF.

## Berufliche Tätigkeit
Von Juni 1997 bis August 2000 war Trams Redakteurin im ZDF-Morgenmagazin und als Reporterin im Außeneinsatz zum Beispiel beim Hochwasser in Polen 1997, im Kosovo 1999 und bei der Explosion in Enschede 2000. Von September 2000 bis Mai 2003 war sie Leiterin des ZDF-Landesstudios in Saarbrücken, anschließend bis Juni 2005 Leiterin des ZDF-Magazins Drehscheibe Deutschland. Von Juli 2005 bis Oktober 2010 war sie Leiterin des ZDF-Landesstudios Schleswig-Holstein und bis Dezember 2015 Reporterin im ZDF-Hauptstadtstudio in Berlin. Ab 2016 war sie Korrespondentin im ZDF-Studio Washington.
Seit August 2021 ist Trams wieder zurück als Korrespondentin im ZDF-Hauptstadtstudio in Berlin.